# Le Clown de la jungle
Pour plus de détails, voir Fiche technique et Distribution.
Le Clown de la jungle (Clown of the Jungle) est un dessin animé de la série des Donald produit par Walt Disney pour RKO Radio Pictures, sorti le 20 juin 1947.

## Synopsis
Dans la forêt amazonienne, Donald essaie de photographier des oiseaux, mais la plupart sont récalcitrants à se laisser prendre en photo. Pour ne rien arranger, un oiseau particulièrement loufoque, l'aracuan, vient lui compliquer la tâche...

## Fiche technique
- Titre original : Clown of the Jungle
- Titre français : Le Clown de la jungle[1]
- Série : Donald Duck
- Réalisateur : Jack Hannah
- Scénario : Ray Patin et Payne Thebaut
- Animateur: Andy Engman, Volus Jones, Bill Justice, Hal King
- Background : Thelma Witmer
- Layout : Yale Gracey
- Musique : Oliver Wallace
- Voix : Clarence Nash (Donald), Pinto Colvig (l'aracuan) et Frank Graham (le narrateur)
- Producteur : Walt Disney
- Société de production : Walt Disney Productions
- Société de distribution : RKO Radio Pictures
- Pays de production :  États-Unis
- Langue : anglais
- Format : couleur (Technicolor) – 35 mm – 1,37:1 – mono (RCA Photophone)
- Genre : dessin animé
- Durée : 6 minutes
- Date de sortie :
  - États-Unis : 20 juin 1947[2]

## Voix françaises
- Sylvain Caruso : Donald Duck
- Roger Crouzet : le narrateur

## Commentaires
Le personnage de l'aracuan est déjà présent dans les films Les Trois Caballeros (1944) et Mélodie Cocktail (1948).

## Titre en différentes langues
D'après IMDb :
- Finlande : Aku Ankka ja viidakonlintu et Viidakon klovni
- Suède : Djungelns clown